# Parahelice pilosa
Parahelice pilosa is een krabbensoort uit de familie van de Varunidae. De wetenschappelijke naam van de soort is voor het eerst geldig gepubliceerd in 2006 door K. Sakai, Türkay & Yang.